# Szczelina skalisto-bębenkowa
Szczelina skalisto-bębenkowa (łac. fissura petrotympanica) – w anatomii człowieka połączenie między jamą bębenkową a dołem podskroniowym. Przez szczelinę biegnie z dołu podskroniowego tętnica bębenkowa przednia, gałąź tętnicy szczękowej, a w drugą stronę struna bębenkowa. Przebiega w niej również więzadło przednie młoteczka oraz żyły bębenkowe.
Szczelina skalisto-bębenkowa przecina wąskim rowkiem dół żuchwowy na dwie części – przednią, utworzoną przez część łuskową kości skroniowej i tylną, utworzoną przez jej część bębenkową.